# Svatopluk Šváb
Svatopluk Šváb (* 16. června 1973 Slaný) je český hudebník, zpěvák a skladatel působící v punk-rockové kapele Totální nasazení, kterou v roce 1990, společně s Pavlem Pospíšilem (bubeník) a Martinem Jandou (zpěvák, kytarista) založil. Kromě Totálního nasazení vystupuje také s folkovou kapelou Deratizéři a ve folkovém projektu Sváťa a Martina: Spousta slánských pověstí. V minulosti také vystupoval s punk-metalovou kapelou Ráno z milosti. V současné době také spolupracuje s pražskou pop-punkovou skupinou Covers For Lovers. Od roku 1993 působí ve funkci prezidenta slánského futsalového klubu RSC Čechie Slaný. Živí se jako učitel přírodopisu a tělocviku na slánské základní škole.